# La sferzata
La sferzata (The Lash) è un film del 1930 diretto da Frank Lloyd. La sceneggiatura di Bradley King si basa su Adiós, romanzo di Lanier Bartlett e Virginia Stivers Bartlett pubblicato a New York nel 1929.
Il film venne distribuito in due formati: in Warner Bros. 65mm Vitascope wide screen e in 35 mm.

## Trama
In California, intorno al 1850, don Francisco Delfino torna a casa dopo aver finito gli studi universitari in Messico. Trova il suo paese nelle mani di una banda di americani senza scrupoli, che terrorizzano la gente del posto e hanno creato il caos anche tra i suoi e nella tenuta di famiglia. L'ira lo spinge contro Peter Harkness, un funzionario corrotto: conquista così il soprannome di El Puma. Insieme ai suoi, El Puma inizia una serie di azioni alla Robin Hood durante una delle quali salva David Howard, lo sceriffo, che diventa suo amico. Innamorato di Dolores, la sorella di Francisco, David aiuterà l'amico a fuggire in Messico dopo che questi, per vendicare l'assassinio del padre, avrà ucciso Harkness.

## Produzione
Il film fu prodotto dalla First National Pictures (A First National-Vitaphone Talking Picture) con il titolo di lavorazione Adiós.

## Distribuzione
Il copyright del film, richiesto dalla First National Pictures, Inc., fu registrato il 28 dicembre 1930 con il numero LP1910.
Benché non sia stato il primo film in Vitascope - un processo widescreen sviluppato dalla Warner Bros. - secondo il Los Angeles Times il film fu il primo lungometraggio completamente in Vitascope ad essere stato presentato a Los Angeles. Il film fu proiettato in Vitascope a 65 mm solo nelle sale in grado di supportare le pellicole widescreen. Variety riportò che la pellicola presentata alla prima a New Orleans era di 35 mm.
Distribuito dalla First National Pictures, il film uscì nelle sale cinematografiche statunitensi il 14 dicembre 1930 dopo essere stato presentato in prima a New Orleans il 12 dicembre. Nel 1931, il film venne distribuito in Svezia (7 aprile, con il titolo Adios), Irlanda (14 agosto, come Adios), Austria e Germania (ambedue con il titolo tedesco Der Flüchtling).
Negli Stati Uniti, nel 1956, il film fu trasmesso in televisione dall'Associated Artists Productions (AAP).